# Kittredge Haskins

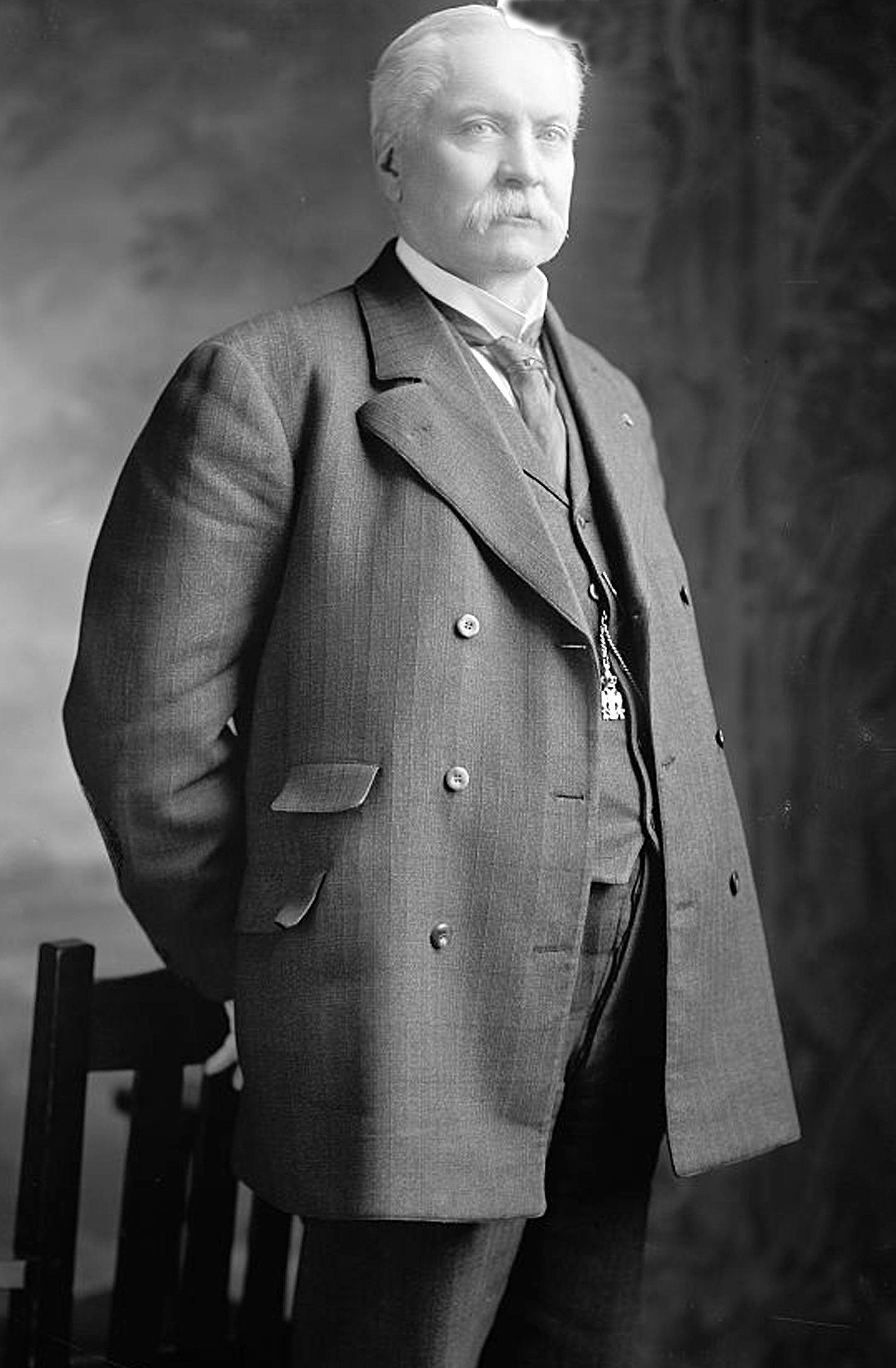
Kittredge Haskins

Kittredge Haskins (* 8. April 1836 in Dover, Vermont; † 7. August 1916 in Brattleboro, Vermont) war ein US-amerikanischer Jurist und Politiker. Zwischen 1901 und 1909 vertrat er den zweiten Wahlbezirk des Bundesstaates Vermont im US-Repräsentantenhaus.

## Werdegang
Kittredge Haskins besuchte die öffentlichen Schulen seiner Heimat und erhielt zeitweise auch privaten Unterricht. Nach einem Jurastudium und seiner 1858 erfolgten Zulassung als Rechtsanwalt begann er in Wilmington in seinem neuen Beruf zu arbeiten. Im Jahr 1861 verlegte er seinen Wohnsitz und seine Praxis nach Williamsville. Zwischen 1862 und 1863 war er während des Bürgerkrieges Soldat in einer Freiwilligeneinheit aus Vermont. Dabei erreichte er den Rang eines Oberleutnants. Im Jahr 1863 musste er den aktiven Militärdienst wegen einer Verwundung aufgeben. Er ließ sich in Brattleboro nieder und arbeitete bis zum Kriegsende als Zivilist in der militärischen Verwaltung des Staates Vermont.
Haskins wurde Mitglied der Republikanischen Partei. Nach dem Krieg arbeitete er zunächst wieder als Anwalt. Im Jahr 1869 war er Mitglied des Beraterstabes von Gouverneur Peter T. Washburn. Zwischen 1869 und 1872 gehörte er dem Vorstand seiner Partei in Vermont an. Von 1870 bis 1872 amtierte Haskins als Staatsanwalt. In den Jahren 1872 bis 1874 und nochmals von 1896 bis 1900 war er Abgeordneter im Repräsentantenhaus von Vermont; ab 1898 war er dessen Präsident. Außerdem saß er von 1892 bis 1894 im Staatssenat. Von 1880 bis 1887 war Haskins als Bundesstaatsanwalt für den Bezirk von Vermont zuständig. Er war auch Mitglied einer Kommission, die zwischen 1892 und 1900 die Staatsgrenze zwischen Vermont und Massachusetts neu festlegte.
Bei den Kongresswahlen des Jahres 1900 wurde er als Kandidat seiner Partei im zweiten Distrikt von Vermont in das US-Repräsentantenhaus in Washington, D.C. gewählt, wo er am 4. März 1901 die Nachfolge von William W. Grout antrat. Nach drei Wiederwahlen konnte Haskins bis zum 3. März 1909 für vier Legislaturperioden im  Kongress verbleiben. Von 1907 bis 1909 war er Vorsitzender des Ausschusses, der sich mit Kriegsansprüchen befasste. Im Jahr 1908 wurde er von seiner Partei nicht für eine weitere Amtszeit nominiert. Nach seinem Ausscheiden aus dem Kongress wurde Haskins im Jahr 1910 Richter am städtischen Gericht von Brattleboro. Zwischen 1912 und 1915 war er in dieser Stadt Posthalter. Kittredge Haskins starb im August 1916 in Brattleboro und wurde dort auch beigesetzt.